# Polizeiruf 110: Schranken
Schranken ist ein deutscher Kriminalfilm von Richard Engel aus dem Jahr 1982. Der Fernsehfilm erschien als 77. Folge der Filmreihe Polizeiruf 110.

## Handlung
Renate Müller rennt durch ein Waldstück und hält auf der Straße einen Wagen an, der sie zu ihrem Betrieb bringt. Die Kraftfahrerin bei der GHG Technik berichtet ihrem Vorgesetzten, dass ihr Wagen gestohlen wurde. Der Wagen wird wenig später gefunden: Er ist bei einem Autounfall vollkommen zerstört worden. Ein Teil der transportierten Ware fehlt. Neben dem Wagen liegt ein schwerverletzter Mann. Der verschnupfte Hauptmann Peter Fuchs übernimmt die Ermittlungen, wobei er von Leutnant Berger unterstützt wird. Bei dem schwerverletzten Mann handelt es sich um Klaus Born, der nach zwei Jahren im Gefängnis gerade erst aus der Haft entlassen wurde. Da Klaus im Koma liegt, beginnen die Ermittler, seine ehemaligen Mithäftlinge zu befragen. Die Ermittler gehen von einem weiteren Täter aus, der fliehen konnte, und auch Renate glaubt, im fortfahrenden Wagen einen Beifahrer gesehen zu haben. Willi Kuhn hat ein Alibi, während Peter Brück angibt, in der fraglichen Tatzeit spazieren gegangen zu sein. Bei einer späteren Befragung flieht Peter zunächst vor den Ermittlern, weil er nach eigener Angabe mit dem Wagen seines Schwiegervaters und ohne Fahrerlaubnis unterwegs war. Peter wird vorläufig festgenommen.
Beim Nachstellen des Wagendiebstahls begeht Renate verschiedene Fehler und zeigt sich unsicher, so hatte sie angegeben, am Waldgebiet an einer verschlossenen Schranke gehalten zu haben. Da kein Zug kam, sei sie ausgestiegen und habe auf den Gleisen Ausschau gehalten. Sie ging kurz in den Wald austreten, als sie das Motorengeräusch ihres Wagens hörte und ihn davonfahren sah. Nun, bei der Nachstellung der Szene, geht sie nach der kurzen Pause auf den Schienen in das gegenüberliegende Waldgebiet von dem, was sie bei der Erstbefragung angegeben hatte. Beim Ablauf der Tat, bei dessen Nachstellen Peter am Steuer sitzt, identifiziert sie Peter als den damaligen Fahrer. Während Leutnant Berger Peter sofort verhaften will, hat Peter Fuchs Zweifel. Er erkennt, dass Renate etwas verschweigt, zumal sie die ganze Sache so sehr mitgenommen hat, dass sie wegen Schocksymptomen krankgeschrieben wird.
Klaus Born stirbt an seinen Verletzungen. Bei der Befragung seiner Mutter zeigt sich, dass Klaus kurz vor Haftantritt noch mit einer jungen Frau zusammen war, die ein Kind von ihm erwartete. Bei der Frau, die sich von ihm trennte, als sie von seiner Verurteilung erfuhr, handelt es sich um Renate. Sie hat ihren neuen Mann in dem Glauben gelassen, dass ihr Sohn sein Kind sei. Die Ermittler suchen Renate, die jedoch verschwunden ist. Sie hat in ihrem Haus einen Abschiedsbrief hinterlassen, in dem sie zugibt, selbst den Unfall verursacht zu haben. Sie schreibt, dass der Vater ihres Sohnes Klaus ist und dass sie sich umbringen werde. Ihr Mann begibt sich vergeblich auf die Suche nach ihr. Renate erkennt jedoch am Güterbahnhof, dass sie nicht die Kraft hat, sich umzubringen. Sie erinnert sich an die Tat, wie Klaus sie an ihrer Arbeitsstelle abgepasst hat und ihr gemeinsames Kind sehen wollte. Wie sie ablehnte und er androhte, auch ohne ihre Zustimmung seinen Sohn aufzusuchen und seine Vaterschaft bekannt zu machen. Und wie sie ungewollt das Steuer verriss und den Unfall verursachte. Sie kehrt nun zurück in ihr Haus, wo ihr Mann, ihre Mutter und die Ermittler auf sie warten und erleichtert reagieren.

## Produktion
Schranken wurde vom 5. März bis 5. Mai 1981 unter dem Arbeitstitel Die Schranke in Berlin-Weißensee, Königs Wusterhausen, Werneuchen, Woltersdorf und auf der Galopprennbahn Hoppegarten gedreht. Die Kostüme des Films schuf Ursula Rumler, die Filmbauten stammen von Karin Schmidt. Der Film erlebte am 24. Januar 1982 im 1. Programm des Fernsehens der DDR seine Premiere. Die Zuschauerbeteiligung lag bei 56,2 Prozent.
Es war die 77. Folge der Filmreihe Polizeiruf 110. Hauptmann Peter Fuchs ermittelte in seinem 48. Fall, Leutnant Berger ist in seinem einzigen Fall zu sehen.